# Costanza (serie televisiva)
Costanza è una serie televisiva italiana diretta da Fabrizio Costa, trasmessa in prima visione su Rai 1 dal 30 marzo al 13 aprile 2025. È tratta dal romanzo di Alessia Gazzola Questione di Costanza, primo titolo della trilogia avente per protagonista la paleopatologa Costanza Macallè, qui interpretata da Miriam Dalmazio.

## Trama
Costanza Macallè è una madre single, rider per le strade di Messina, che un giorno vince un assegno di ricerca a Verona, dove vive sua sorella Antonia (chiamata da tutti Toni) e dove finalmente potrà lavorare come paleopatologa, la sua specializzazione. Sua figlia Flora, nata dopo un fugace incontro con un ragazzo, ha solo sei anni e insiste per incontrare il padre che non ha mai conosciuto. Questi è Marco, che vive casualmente proprio a Verona e che non ha mai saputo di avere una figlia. Infatti Costanza ha scoperto, subito dopo averci fatto l'amore, che lui era già fidanzato ed ha preferito fuggire e non contattarlo mai più, anche se ne è sempre rimasta innamorata. Giunta a Verona deciderà però di rivelargli la verità, creando una serie di scombussolamenti nella sua vita privata e lavorativa.
Sul posto di lavoro Costanza, accolta dal filologo Ludovico, analizza uno scheletro trovato al Castello di Montorio e che risulta appartenere a Selvaggia di Staufen, figlia naturale di Federico II di Svevia, andata in sposa a Ezzelino III da Romano. Incoraggiata dal collega, Costanza inizia a registrare un podcast in cui racconta le sue ricerche.
La serie segue le ricerche storiche del team universitario e le vicende sentimentali e personali dei protagonisti, in particolare Costanza sarà divisa fra l'amore sincero di Ludovico e il mai sopito amore per Marco. 

## Episodi
| Stagione       | Episodi | Prima TV |
| -------------- | ------- | -------- |
| Prima stagione | 8       | 2025     |

## Personaggi e interpreti
- Costanza Macallè, interpretata da Miriam Dalmazio.
- Marco Erdély de Verre, interpretato da Marco Rossetti.
- Ludovico Bramin, interpretato da Lorenzo Cervasio.
- Antonietta "Toni" Macallè, interpretata da Eleonora De Luca.
- Diana Ferraris, interpretata da Caterina Shulha.
- Anselmo, interpretato da Davide Iacopini.
- Celestina, interpretata da Carola Stagnaro.
- Prof. Edoardo Melchiorre, interpretato da Franco Castellano.
- Federica, interpretata da Giulia Arena.
- Selvaggia di Staufen, interpretata da Bianca Panconi.
- Flora, interpretata da Elena Sophia Senise.
- Ezzelino III da Romano, interpretato da Alessandro Cremona.
- Federico II di Svevia, interpretato da Kaspar Capparoni.
- Brigit, interpretata da Grazia Gagliardi.
- Biancofiore, interpretata da Mia Eustacchio.
- Aldegard von Dannemberg, interpretato da Francesco Ferdinandi.
- Lanfranco Trissino, interpretato da Marco Brandizi.
- Arturo, interpretato da Luigi Di Fiore.
- Stefano, interpretato da Federico Calistri.
- Prof. Donâ interpretato da Antonio Toma

## Produzione
La serie è diretta da Fabrizio Costa, scritta da Salvatore Basile, Fabrizia Midulla e Giorgio Nerone e prodotta da Rai Fiction e Banijay Studios Italy.

### Riprese
Le riprese sono state effettuate da aprile 2024 e sono terminate alcuni mesi dopo a Roma negli studi Videa per le riprese interne, e tra Vicenza e Verona per quelle esterne.

## Promozione
La conferenza stampa si è tenuta mercoledì 26 marzo 2025 alle ore 12:00 presso la Sala A del Circolo Sportivo Rai a Roma, in Via Fornaci di Tor di Quinto.
Rai 1 ha puntato molto su questa fiction, infatti ha iniziato a pubblicizzarla a partire da 2 mesi prima della messa in onda.